# Külliye

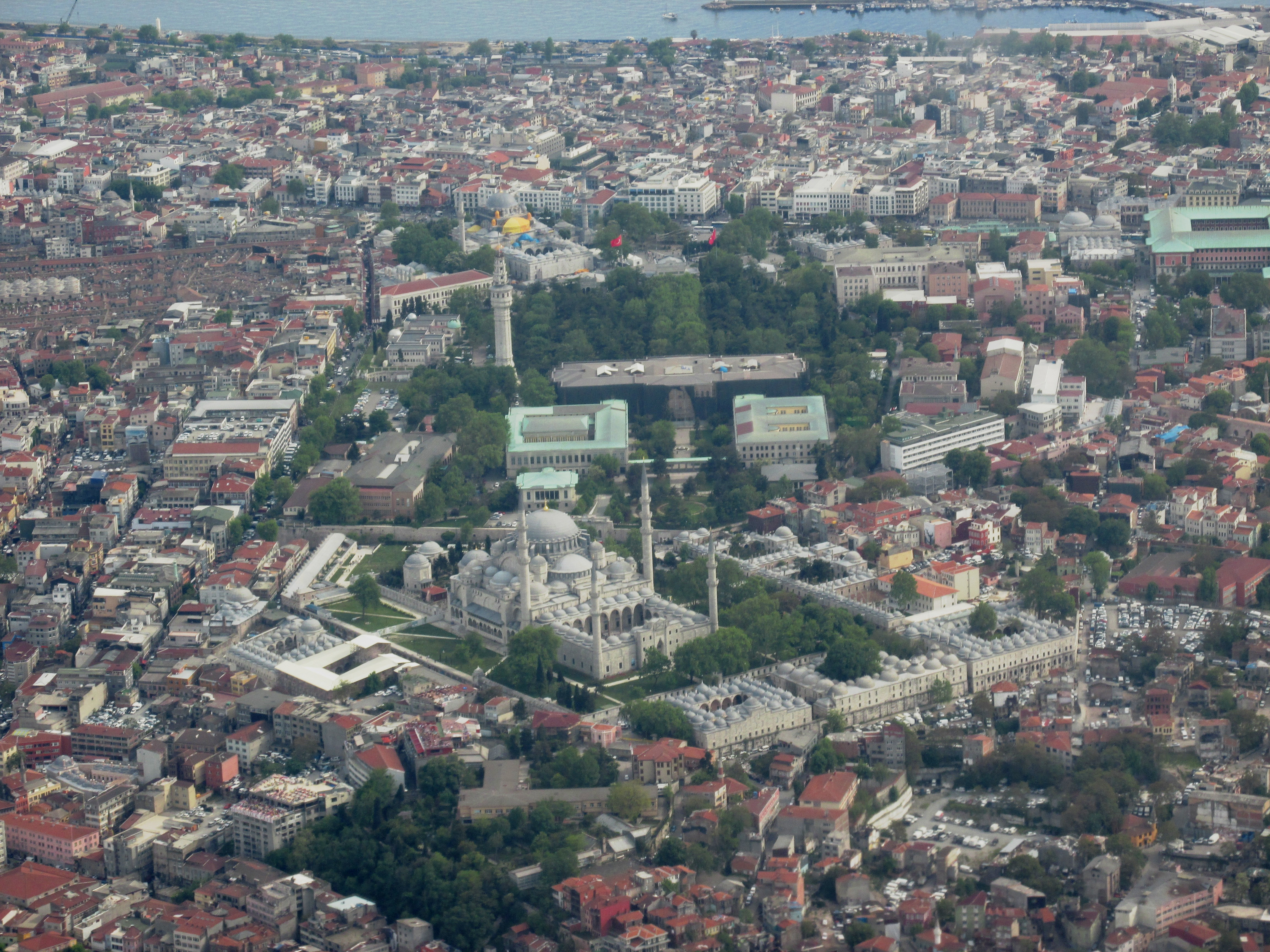
Mezquita de Süleymaniye y Külliye en Estambul.

Un külliye (Árabe: كلية) es un complejo de edificios relacionados con la arquitectura otomana, centrado en una mezquita y administrados como una sola institución, a menudo basadas en un waqf (fundación) y compuesto de una madrasa, un Dar al-Shifa ("clínica"), cocinas, panadería, baño turco y otros edificios para servicios de caridad para la comunidad y otros anexos más. El término se deriva de la palabra árabe kull «todo»
La tradición del külliye es notable sobre todo en la arquitectura turca, en la dinastía selyúcida y particularmente en el Imperio otomano y también en los legados arquitectónicos de la dinastía timúrida.

## Historia
El concepto de külliye se basa en la forma más primigenia de la mezquita. La mezquita no solo servía como una casa de oración sino también como un lugar para comer, la enseñanza y como un albergue para los pobres. La estructura del külliye derivada de tal concepto. En lugar de utilizar una mezquita para varios servicios, se construyeron otros edificios con el centro en la mezquita que proporcionara servicios específicos. Los servicios se ampliaron y «se incorporarían con un docuemnto fundacionalincorporado documento de Fundación debajo de uno y cada una vivían su propio edificio dentro de una caja». Esto incluía la fundación de hospitales, escuelas de derecho, universidad preparatoria y una escuela de medicina entre otros servicios.
La mayoría de külliye fue construida y diseñada por el arquitecto Sinan. Fue el principal arquitecto del Imperio otomano durante cincuenta años en el siglo XVI. Como maestro arquitecto, fue responsable de todos los trabajos de planificación y de la construcción en el Imperio. Sinan construyó la mayor parte de los külliye de Estambul. El külliye construido pro él fijó el patrón para otros arquitectos de külliyye. Los patrones más seguidos son que hay que «situarlos en los puntos importantes de la ciudad» y la estructura ha de enfatizar el centro religioso de la mezquita. Además, han de ser «construidos sobre colinas, costas o periferias de la ciudad». el motivo es que el külliye ayude a crear la silueta y el paisaje de la ciudad. Los külliye eran fácilmente reconocibles en la forma en que despierta el asombro cuando se contemplan desde lejos.
Conforme a la ley del Imperio otomano, las tierras y el Estado pertenecían a los sultanes. Como resultado de esto, los külliye se construían generalmente para cualquier sultán, uno de los miembros de la familia de los sultanes otomanos o altos funcionarios administrativos como el visir o el gran visir. Estos aristócratas se convirtieron en los mecenas del arquitecto Sinan y muchos otros arquitectos. Como empleadores, tenían la opción en la elección de la ubicación del külliye y tenían voz en su diseño; por lo tanto, tenían influencia en la construcción de los külliye.

### Significado en la historia otomana
Los külliyes tuvieron un impacto significativo en la sociedad del otomano. Ubicados en zonas residenciales servían a los vecinos y residentes con sus distintos edificios funcionales. Había tantos külliyes en el capital otomana que sirvieron como centros que introdujeron la identidad real de la ciudad. Los külliyes llegaron a ser el núcleo de muchas ciudades del Imperio otomano (especialmente Estambul) y actuaron como centros importantes de actividades culturales, religiosas, comerciales y educativas. Ejemplificaban el poder y logros del imperio otomano.

## Administración
La administración de los külliyes recayó sobre magistrados administrativos a las órdenes del eunuco jefe del Departamento del harem en el Palacio de Topkapi (principal funcionario de los sultanes otomanos y de su palacio residencial). Entre los magistrados administrativos, el del külliyye también tenía "funcionarios religiosos y profesores, porteros, canteros, sepultureros, funcionarios responsables de mantenimiento, incluyendo el pulido de patios y rejas de ventanas, cocineros, pinches, fontaneros, encendedores de lámparas un protector contra el robo de las lámparas de aceite, carpinteros, albañiles y técnicos responsables de las cubiertas de 500 cúpulas La magnitud de personal ilustra la sofisticación del külliye. Aunque comenzó como un concepto sencillo, se desarrolló y convirtió en un complejo que necesitaba para su gestión de un gran número de recursos humanos y funcionarios. La cocina era responsable de la alimentación del personal y de los funcionarios, así como de los estudiantes, los viajeros y los pobres. Esto requería un enorme suministro de agua, razón por la cual los külliyes se construían cerca de las costas y zonas periféricas de la ciudad.
Incrementaban la financiación para subvenir al costo del edificio, su mantenimiento y su vasta fundación. La financiación o dotación fueron «creadas mediante suscripción pública, incluyendo el regalo de varias propiedades, que iban desde fincas a molinos o a casas de campo». Los donantes abarcaban desde el gobernador (el sultán) a funcionarios de rangos mayores y menores y luego a la gente común. El gobernante tendía a ser el donante más importante ya que era el responsable de asignar los ingresos de una parte del Imperio.

## Ejemplos de külliyes
El külliye  más grande jamás construido fue el Süleymanyie Külliye de Estambul.  Fue edificado por Mehmed II y Solimán el Magnífico.  El külliye «tenía siete madrasas (escuelas), una de cada cuatro de cada una deran escuelas de leyes suníes, un colegio preparatorio y uno para el estudio de Hadith y una escuela de medicina». Estas madrasas habían incorporado sus propios patios, letrinas y dos casas para los maestros. Además, «había una escuela para niños, un oratorio, un hostal con establos, un baño, hospitales, cocina pública, tiendas y fuentes». El Süleymanyie Külliye destacó por sus servicios educativos junto a sus servicios religiosos. El ambiente del külliyye se asemejaba a un campus universitario y era el centro cultural y científico de Estambul.
Hubo muchos otros külliyes, pero ninguno de ellos llegó a la grandiosidad del Süleymanyie Külliye. Ejemplos de otros külliye son: Külliye Sokullu Mehmet Pasha, Külliye Zal Mahmut Pasha y Mihrimah Sultán Külliye, etc. El Sokullu Mehmet Pasha Külliye consta de una mezquita, madrasa y una logia derviche. El Zal Mahmut Pasha Külliye consta de una mezquita, madrasa, Mmusoleo y fuente. Por último, el Külliye del sultán de Mihrimah consta en una mezquita, madrasa, escuela de Corán y mausoleo para niños (kan, cocina pública y albergue)

## Külliyes notables
- El complejo de la mezquita Yeni Valide fue uno de lo külliye más grandes de Estambul. Fue construido por dos poderosass mujeres dinásticas, las madres de Mehmmed II y Mehmed IV. Siguió el patrón del külliyye anterior, por lo que fue construido en una ladera y estaba ubicado en uno de los puntos importantes de Eminönü, en Estambul.
- El Külliye de Battal Gazi , dedicada a un santo, en Seyitgazi, en la provincia de Eskişehir. Construido en 1208 por Ümmühan Hatun, la esposa de Kaikosru I, sultán del Sultanato de Rum, que fue ampliado en 1511 por el sultán otomano Bayezid II.
- Külliye de Orhan I en Bursa, edificado en 1339 por Orhan I.
- Hudavendigar Külliye en Bursa, construido entre 1365-1385 por el sultán otomano Murad I.
- Külliye y Mezquita de Bayezid I de Bursa, construidos por Bayezid I entre 1390-1395.
- Külliye y Mezquita de Emir Sultán: se encuentra en Bursa, dedicado al derviche y erudito Emir Sultán, construido por primera vez en el siglo XIV y reconstruido en 1804 tras la destrucción causada en 1766 por un terremoto, y reconstruid nuevamente en 1868 tras la destrucción causada por el terremoto de Bursa de 1855.
- Külliye y Mezquita del Bajá Timurtaş en Bursa, edificados entre 1404-1420 por el comandante otomano Kara Timurtaş Bajá.
- Mezquita de Mehmed I de Bursa, edificada entre 1419-1421 por mandato del sultán otomano Mehmed I.
- Külliye Muradiye en Bursa, construido entre 1426-1428 pro el sultán otomano Murad II.
- Mezquita de Fatih y Külliye en Estambul, encargada entre 1463-1470 por el sultán otomano Mehmed el Conquistador.
- Mezquita de Bayezid II y Külliye en Amasya, encargadso por el sultán otomano Beyazid II en 1485-1486.
- Complejo de Bayezid II en Edirne, encargado en 1488 por el sultán otomano Beyazid II.
- Mezquita de Selimiye y Külliye en Edirne, encargados por el sultán otomano Selim I en 1522.
- Külliye de Abdul-Qadir Gilani en Bagdad, encargado por el sultán otomano Solimán el Magnífico en 1534.
- Külliye de la Gran Mezquita de Adana, en Adana, completed por Ramazanoğlu Piri Mehmet Paşa in 1540
- Külliye y Mezquita de Sehzade en Estambul, encargados por el sultán otomano Solimán el Magnífico en 1548.
- Külliye y Mezquita de Süleymaniye  en Estambul, encargados por el sultán otomano Solimán el Magnífico en los años 1550.
- Külliye y Mezquita Muradiye en Manisa, encargados por el sultán otomano Murad III entre 1583–1592.